# 世界一統
株式会社世界一統（せかいいっとう、SEKAI ITTO CO.,LTD C.）は、和歌山県和歌山市に本社を置く酒造会社である。本社事務所ビルは、史跡・紀州藩校『学習館』跡に建てられている。
社名は主力銘柄「世界一統」にちなむ。この酒名は二代目、南方常楠の時代に名づけられた。常楠は早稲田大学の出身で、明治の元勲大隈重信侯爵に師事した関係から、大隈が紀州高野山に参詣した際に酒名の選定を依頼した。気宇壮大な大隈は「世界を統一」する「酒界の一統」たれ、といった意味から「世界一統」と命名した。

## 主な商品

### 日本酒
- 世界一統 - 主力銘柄の普通酒。主に和歌山県内で愛飲されている。
- イチ - 鑑評会出品酒で、山田錦を使用した大吟醸酒。日本酒の1位を目指すという意味で名付けられ、出品以来、何度も金賞を受賞している。
- 熊楠 - 特撰大吟醸酒及び特撰本醸造酒。1987年、創業者の実子にして、博学者として名高く酒豪でもあった南方熊楠にちなみ、生誕120周年を記念して造られた。熊楠が粘菌研究を行った田辺市神島の国指定天然記念物格上げに際に詠まれた直筆の句をラベルに採用している。
- 南方 - 世界一統の軸となるブランド。南方シリーズと称され、最上級モデルの大吟醸「極撰 南方」は平成25年全国新酒鑑評会で和歌山県内では唯一金賞を受賞している。他にも純米大吟醸や特別純米、超辛口純米酒などがある。
- いち辛 - 辛口純米酒。
- 紀州五十五万石 - 本醸造酒。
- 紀州 - 純米酒。
- 米の滴 - 山田錦のみを使用した特別純米酒。

### 焼酎
- みなみの星25° - 米焼酎

### リキュール（和歌のめぐみシリーズ）
- 龍神の柚子酒
- 南部の梅酒
- 南紀の完熟にごり梅酒
- 桃山の桃酒
- 由良の檸檬酒
- 有田の巨峰酒
- 有田の八朔酒
- 有田の甘夏酒

## 会社概要
- 創業 - 1884年
- 設立 - 1926年
- 本社所在地 - 和歌山県和歌山市湊紺屋町1-10
- 代表者
  - 代表取締役社長 - 南方雅博
- 資本金 - 3,000万円
- 売上高 - 60億円
- 従業員数 - 46名

## 沿革
- 1884年 - 南方弥右衛門が紀州藩から籾倉を拝領し、酒造業を創業
- 1890年 - 南方常楠（弥右衛門三男、熊楠の弟）が事業を受け継ぐ。
- 1907年 - 大隈重信が酒名を「世界一統」と命名する。
- 1926年 - 株式会社組織に改組し、南方酒造株式会社に社名制定
- 1971年 - 株式会社世界一統に社名変更

### 歴代社長系図
南方弥右衛門 - 常楠 - 常太郎（常楠長男） - 久雄（常太郎長男） - 信雄（常太郎三男、久雄弟） - 康治（久雄長男） - 雅博（当代）